# Baulne
Baulne é uma comuna francesa na região administrativa da Ilha de França, no departamento de Essonne. Estende-se por uma área de 8.17 km². Em 2010 a comuna tinha 1 323 habitantes (densidade: 161,9 hab./km²).